# Kristian Schmid
Pour les articles homonymes, voir Schmid.
Kristian Schmid est un acteur australien né le 28 novembre 1974 à Geelong, dans l'état du Victoria en Australie.

## Carrière
De 2007 à 2011, il est un des principaux acteurs de la série télévisée Sea Patrol produite par la chaîne de télévision australienne Nine Network : il y joue le rôle du second maître Robert J. 'RO' Dixon, opérateur radio du patrouilleur militaire HMAS Hammersley de la marine australienne. Son personnage y est surnommé "RO" (radio operator) dans la version anglaise et "Tac-Tac" dans la version française.